# Tiganogona moesta
Tiganogona moesta är en mångfotingart som beskrevs av Ottis Robert Causey 1951. Tiganogona moesta ingår i släktet Tiganogona och familjen Cleidogonidae. Inga underarter finns listade i Catalogue of Life.